# Im Finstern

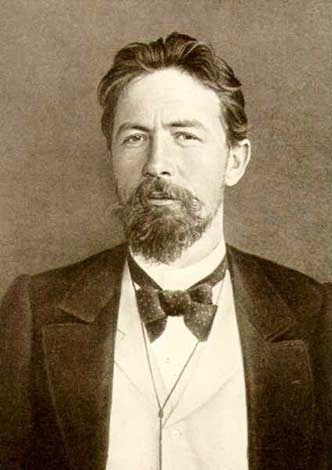
Anton Tschechow

Im Finstern (russisch В потёмках, W potjomkach) ist eine Kurzgeschichte des russischen Schriftstellers Anton Tschechow, die am 15. September 1886 in der Tageszeitung Peterburgskaja gaseta erschien.
Hofrat Gagin verbringt den Sommer zusammen mit seiner furchtsamen Gattin Marja Michailowna auf der Datsche. Noch vor dem Morgengrauen wird Marja durch Gagins Niesen aus dem Schlaf geschreckt und kann nicht wieder einschlafen. Die Frau tritt ans Fenster und beobachtet zu ihrem Entsetzen, wie im Finstern so etwas wie die Silhouette eines Menschen übers Küchenfenster einsteigt. Die Nachtruhe ist hin. Marja rüttelt Gagin wach. Der geplagte Ehemann muss schlaftrunken in der Küche nach dem Rechten sehen. Zu allem Überfluss ist auch noch der Schlafrock – zum Ausbürsten gegeben – nicht griffbereit. Gagin weckt die Köchin und fordert sie auf, ihren Feuerwehrmann schleunigst fortzuschicken. Da bekommt er aber von der bei ihrer Ehre gepackten, erbosten Frau etwas zu hören. Mürrisch zieht sich Gagin zurück. In der Küche greift er noch im Finstern nach seinem vom weiblichen Personal frisch ausgebürsteten Schlafrock, bekommt ein Kleidungsstück zu fassen und legt es sich um die Schulter. Im Schlafzimmer hat Marja Licht angezündet. Die Frau schreit herzzerreißend auf. Der eintretende Gagin trägt einen Feuerwehrmantel.

## Verwendete Ausgabe
- Gerhard Dick (Hrsg.), Wolf Düwel (Hrsg.): Anton Tschechow: Gesammelte Werke in Einzelbänden: Im Finstern S. 572–578 in: Gerhard Dick (Hrsg.): Anton Tschechow: Vom Regen in die Traufe. Kurzgeschichten. Aus dem Russischen übersetzt von Ada Knipper und Gerhard Dick. Mit einem Vorwort von Wolf Düwel. 630 Seiten. Rütten & Loening, Berlin 1964 (1. Aufl.)[1]